# هندسة طبية حيوية

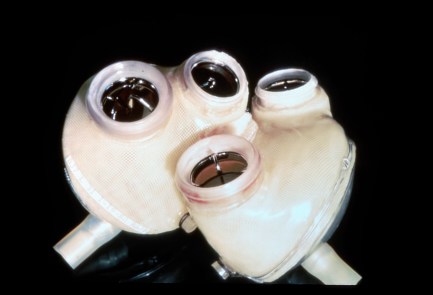
JARVIK-7 قلب صناعي، هو مثال على تطبيق الهندسة الطبية الحيوية في الهندسة الميكانيكية بعملية جراحة القلب والصدر باستخام أعضاء صناعية.

هندسة طبية حيوية (بالإنجليزية: Biomedical Engineering) وتعرف باسم هندسة التقنيات الطبية، وهي العلم الذي يختص بدراسة جسم الإنسان من الناحية الهندسية، ويمكن تقسيمه إلى خمسة أقسام أساسية موضحة أدناه وهو حلقة وصل بين علم الطب وعلوم الهندسة (فمهندس الطب الحيوي ينبغي أن يعرف جسم الكائن الحي لكي يصمم ما يتوافق معه من طرف صناعي أو عضو أو جهاز طبي).
تعتبر الهندسة الطبية الحيوية من أحدث علوم الهندسة التي نشأت مع تطور الطب الحديث، فبعد أن كان الطبيب وحده يقوم بكل مهام التشخيص والعلاج وحتى تصنيع الدواء أصبح المهندس الطبي رديفاً أساسياً للطبيب في التشخيص والمعالجة ومراقبة المرضى، ونظراً لوجود حاجة ماسة لتطوير الأجهزة والمعدات الطبية بما يخدم صحة المرضى وسرعة استشفائهم كان لا بد من تدخل المختصين من مجالات أخرى غير الطب لتصميم هذه الأجهزة مثل المهندسين الكهربائيين والميكانيكيين ومهندسي الكمبيوتر وغيرها، فكان على هؤلاء المهندسين الإلمام أيضاً بالعلوم الطبية من تشريح وفيزيولوجيا الجسم البشري وغير ذلك من العلوم الطبية لفهم آلية عمل كل نظام فيه وتسخير معرفتهم واختصاصهم الهندسي بما يطور هذه الأجهزة، وبالتالي ظهرت الحاجة إلى وجود مهندس يلم جزئياً بكل هذه الاختصاصات من جهة ويستطيع أن يتعامل مع الأطباء من جهة أخرى مع الانتباه على أنه ليس بديلاً عن أي منهم.
تقسم الأجهزة الطبية إلى قسمين:
1. أجهزة طبية تشخيصية مثل جهاز الموجات الفوق الصوتية (Ultrasounds)؛
2. أجهزة طبية علاجية مثل أجهزة العلاج الكيميائي والعلاج بالموجات.

ومن الشائع الظن أن الهندسة الطبية تقتصر على الأجهزة الطبية وصيانتها ولكن هناك مجالات أخرى للهندسة الطبية مثل إدارة المشافي والأطراف الاصطناعية والأعضاء الاصطناعية وغيرها.
الهندسة الطبية تسخر الفيزياء والكيمياء والرياضيات وأساسيات الهندسة لدراسة الأحياء (أي الجسم البشري في الأغلب) للوصول إلى مراحل متقدمة في دراسة هذا الجسم ودراسة الأمراض التي يواجهها للعمل على توفير سبل أفضل لصحة جيدة والمساعدة على معالجة هذه الأمراض.

## تاريخها
تتراوح إنجازات الهندسة الطبية الحيوية بين الأجهزة البدائية، مثل العكازات، والأحذية ذات الكعب العالي، والأسنان الخشبية- وحتى المعدات الحديثة، مثل منظم ضربات القلب، وجهاز القلب والرئتين، أجهزة غسيل الكلى، والأجهزة التشخيصية، وتقنيات التصوير الطبي المتنوعة، والأعضاء الاصطناعية، والأطراف الصناعية المتقدمة.
- 1791م: اخترع لويجي جلفاني مقياس فرق الجهد البدائي باستخدام قدم الضفدع.
- 1851م: اخترع هرمان فون هلمهولتز اختبار تنظير قاع العين.
- 1881م: اخترع صامويل باتش مقياس ضغط الدم.
- 1895م: اكتشف فيلهلم رونتغن الأشعة السينية باستخدام أنابيب تفريغ الغاز.
- 1896م: اكتشف هنري بيكريل الأشعة السينية الصادرة من عنصر اليورانيوم.
- 1901م: حصل رونغتن على جائزة نوبل لاكتشافه الأشعة السينية.
- 1903م: اخترع فيلم أينتهوفن جهاز تخطيط كهربائية القلب (ECG).
- 1921م: بدأ أول تدريب رسمي ضمن مجال الهندسة الطبية الحيوية في مؤسسة أوسوالت المختصة بالفيزياء المخصة بالطب، فرانكفورت - ألمانيا.
- 1927م: اختراع الرئة الحديدية.
- 1929م: اخترع هانز برجر جهاز تخطيط أمواج الدماغ (EEG).
- 1940م: القسطرة القلبية.
- 1943م: أنشأ المجتمع العالمي للفيزياء الطبية.
- 1948م: عُقد أول مؤتمر للهندسة الطبية والحيوية وأقيم في الولايات المتحدة الأمريكية.
- 1950م: المجهر الإلكتروني.
- 1953م: جهاز القلب والرئتين.
- 1969م: أنشأت جامعة كيس وسترن ريسرف برنامج دراسات عليا.
- 1970م: التصوير المقطعي المحوسب (CT scan) والتصوير بالرنين المغناطيسي (MRI).
- 1975م: أُنشِأت مؤسسة وايتاكر.
- 1980م: كاميرا أشعة غاما، والتصوير المقطعي بالإصدار البوزيتروني، والمطيافية.

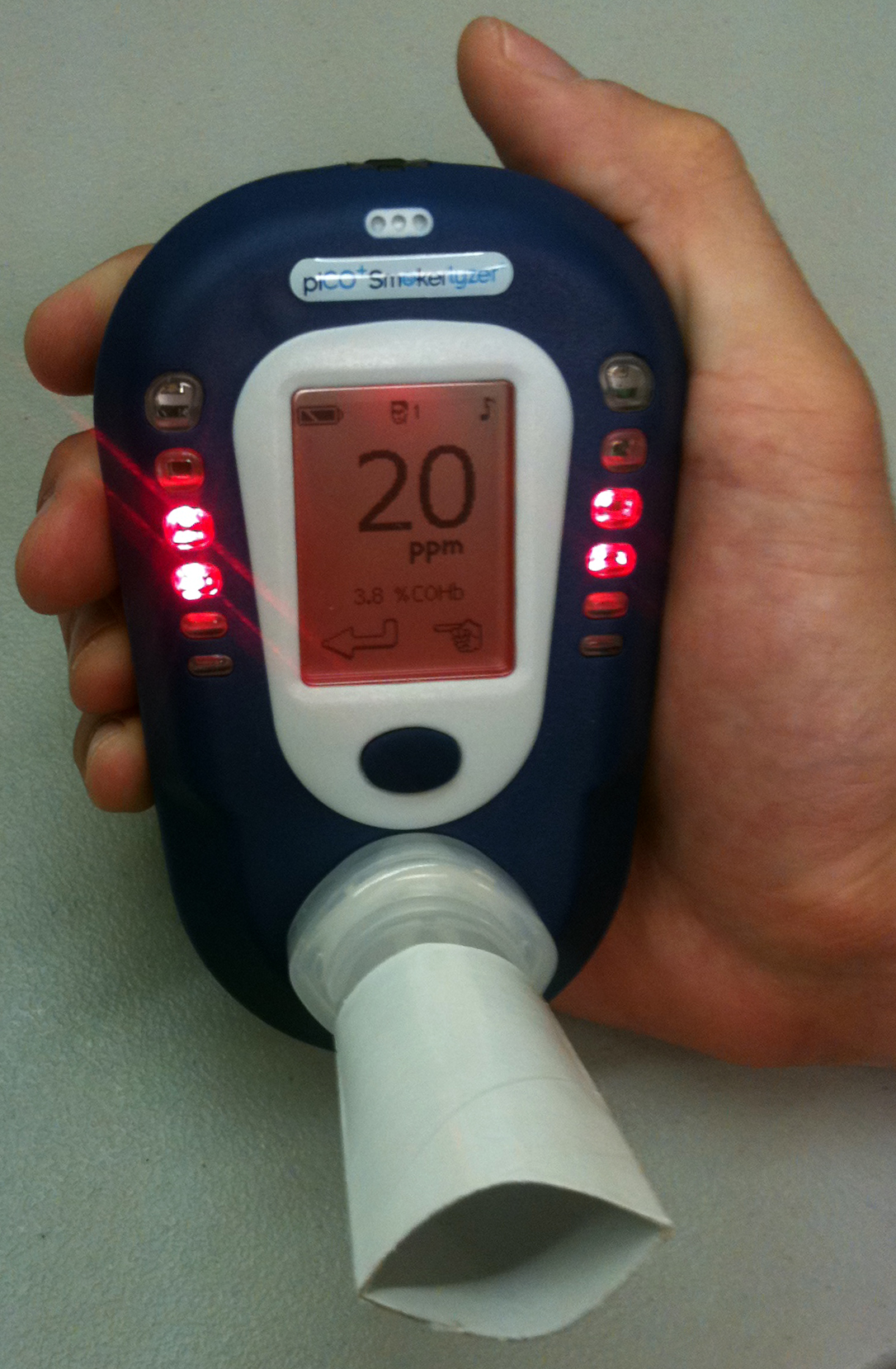
جهاز يقوم بقياس كمية غاز أحادي أوكسيد الكربون في الزفير، وهو مثال آخر عن الآلات الطبية الشائعة

## تسميات أخرى
يعتبر اسم الهندسة الطبية الحيوية Biomedical engineering الاسم الأكثر شيوعا، وهناك اسمان آخران: الأول هو الهندسة الطبية: Medical engineering والثاني هو الهندسة الحيوية: Bio engineering. وعلى سبيل المثال يعتبر تصنيع صمام مطاطي للقلب للتحكم بضخ الدم عملاً مشتركاً بين مهندس الميكانيكا الحيوية الذي يعرف ميكانيكية عمل القلب ومهندس المواد الطبية الذي يستطيع اختيار أفضل المواد المتناسبة مع جسم الإنسان.
فقلب الإنسان يقوم بعمل ميكانيكي لا إرادي بواسطة تحفيز نبضة كهربية تقارب ستة فولتات فيقوم البطين الأيمن بضخ الدم إلى الأذين الأيمن بحركة لا إرادية لا يتحكم فيها الإنسان وإذا ما حدث خلل في صمام الارتجاع يجب تركيب الصمام المطاطي المذكور ليعمل على تعويض الخلل في الصمام الأصلي لضمان عدم حدوث قصور في الدورة الدموية.

## الأجهزة الطبية
هي أجهزة كهربائية، ميكانيكية... تساعد الأطباء على القيام بعملهم على أكمل وجه وتساعد المرضى على الشفاء بشكل أفضل وتوفر الراحة التامة وتساعد بشكل كبير جدا على تشخيص الأمراض خصوصا الأورام الموجودة في داخل الجسم والتي لا يمكن التكهن بوجودها بدون هذه الأجهزة.

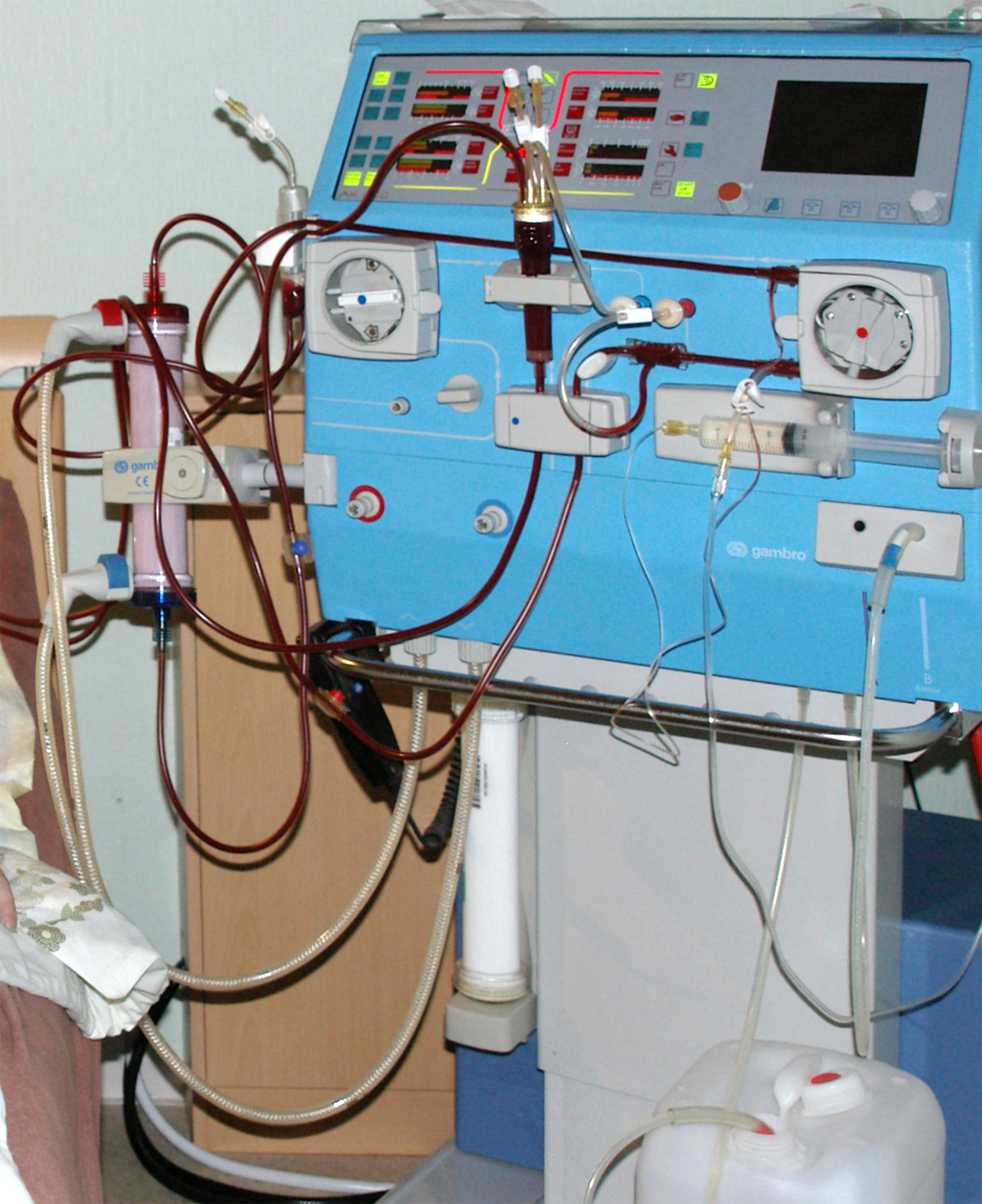
جهاز غسيل الكلى

### أمثلة على الأجهزة الطبية

#### الأجهزة التشخيصية
جهاز التصوير بالرنين المغناطيسي، جهاز التصوير الطبقي المحوري، جهاز التصوير بالأشعة السينية، جهاز الغاما كاميرا، جهاز التصوير بالأمواج فوق الصوتية، جهاز المامو غراف (تصوير الثدي بأشعة أكس)، جهاز اقتباس إشارات القلب والدماغ والعضلات والعين وغيرها. أهم المعدات الطبية التشخيصية هي تلك التي تستعمل في التصوير والرؤية داخل المريض، هذه المعدات تندرج تحت مجال التصوير الطبي. المهندسون الطبيون الذين يقومون بصناعة هذه الآلات عليهم أن يمتلكوا معرفة واسعة في البيولوجيا والطب بالإضافة إلى خبرة في الهندسة والرياضيات. هذه الأجهزة يمكن أن تشكل خطرا على حياة الإنسان في حال استعمالها بشكل خاطئ أو بشكل شبه يومي. هناك أجهزة طبية تشخيصية خاصة لتصوير الحيوانات بمختلف أحجامها، وتوجد كميات هائلة تصرف لدعم البحث العلمي في هذا المجال.

##### أمثلة على الأجهزة التشخيصية
إحدى أحدث الأجهزة التشخيصية الطبية هي الكاميرا بحجم حبة الدواء: يمكن ابتلاع هذه الكاميرا مثل أي حبة دواء. تستطيع هذه الحبة التقاط ما يقارب 15 صورة ملونة أثناء مرورها في البلعوم والمرئ. الهدف من هذه الكاميرا هو الكشف المبكر عن سرطان الجهاز الهضمي الأمر الذي يزيد من احتمال الشفاء منه. تقوم هذه الكاميرا بإرسال الصور الملتقطة إلى جهاز في عيادة الطبيب الذي يقوم بمعاينة هذه الصور وتقييم وضع المريض بناء عليها. يبلغ عرض هذه الحبة ما يقارب 9 ميللي متر. هذه الأداة ستحدث فرقا كبيرا في مجال الأجهزة التشخيصية الطبية تم تطوير هذا الجهاز في جامعة واشنطن.
تصوير بالرنين المغناطيسي
يعتمد التصوير بالرنين المغناطيسي على ظاهرة الطنين المغناطيسي النووي. يُستخدم هذا النوع من التصوير لرؤية الأنسجة والأعصاب. هذا النوع من التصوير شائع جداً لأن أضراره الجانبية قليلة للغاية. لا يسمح للمرأة الحامل أو الأشخاص ذوي الأطراف الصناعية المعدنية استخدام هذه الآلة حرصاً على سلامتهم. ينتج من آلة التصوير المغناطيسي أصوات عالية، لذا لابد من وضع سدادات للأذن أثناء التصوير. جهاز الرنين المغناطيسي يختلف عن التصوير المقطعي بواسطة الحاسوب بأنه لا يستخدم الأشعة السينية. غالبا ما يتم الفحص في قسم الأشعة في المستشفى ويستغرق ما بين 10-40 دقيقة بحسب العضو الذي يتم تصويره.
تصوير مقطعي محوسب
يعتمد التصوير الطبي المحوسب على الأشعة السينية. باستخدام هذا التصوير يمكن رؤية الهيكل العظمي بدقة عالية. قبل البدء بعملية التصوير، يتم حقن المريض بمادة تباينية بهدف زيادة دقة الصورة. تم بناء أول آلة تصوير مقطعي في إنجلترا. أول عملية تصوير تمت عام 1971 في لندن. لهذا النوع من التصوير آثار جانبية فقد يؤثر على الحموض النووية في جسم المريض. دقة الصورة الناتجة تتناسب طرداً مع كمية الأشعة المنبعثة من هذا الجهاز. يستخدم التصوير المقطعي المحوسب في تشخيص الأورام الخبيثة والحميدة في مناطق مختلفة في الجسم. يوجد أربعة أجيال لجهاز المسح المقطعي.
تصوير مقطعي بالإصدار البوزيتروني (PET)
كما يستخدم جهاز الرنين المغناطيسي المجالات المغناطيسية في إظهار الأعضاء الداخلية في الجسم، يستخدم جهاز (PET) المواد المشعة المحقونة في الجسم لالتقاط الصور. يتم ربط مواد مشعة، مثل أوكسجين-15 الذي يتفكك خلال فترة زمنية قصيرة ويطلق إشعاعات، مع جزيئات متجهة نحو العضو المراد تصويره. مثلاً يتم عند تصوير الدماغ، يتم ربط هذه المواد المشعة مع جزيئات الغلوكوز. الهدف من التصوير بواسطة PET هو رؤية مدى نشاط أماكن معينة في العضو المصوّر. على الرغم من أن طريقة التصوير هذه قد تكون مكلفة أكثر من غيرها، فهي تتمتع بالعديد من الخصائص التي تميزها عن بقية طرق التصوير. تستخدم هذه التقنية في تصوير العديد من الأعضاء الحيوية مثل الدماغ، القلب، الكلى وغيرها.

#### الأجهزة العلاجية أو التعويضية
ويقصد بالأجهزة التعويضية، بمجموعة الأجهزة التي يتم استخدامها كتعويض عن الأعضاء الطبيعية نتيجة مرضها أو ضعف في آدائها وتقوم بنفس عمل العضو المريض أو التالف ومن الأمثلة عليها:
- منظم ضربات القلب وأحيانا يطلق عليه صانع الخطو وبالإنجليزية Pacemaker وهو جهاز يقوم كبديل عن العقدة العصبية الموجودة في الأذين الأيمن من القلب.[7]
- مزيل الرجفان (جهاز الصدمة الكهربائية).
- المناظير الطبية.
- جهاز غسيل الكلى (الكلية الصناعية).

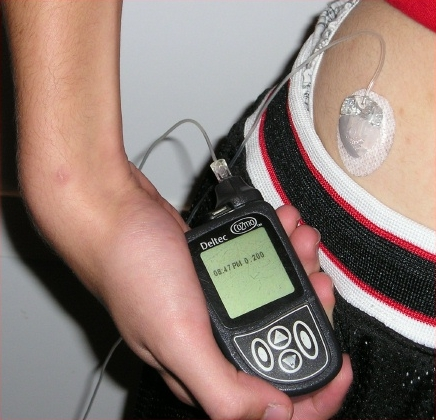
جهاز حقن الأنسولين

- القلب الاصطناعي.
- جهاز المعالجة بالكوبالت.
- الاوعية الاصطناعية.

### أجهزة طبية أخرى
إحدى أحدث المعدات الطبية هي الجهاز الذي يكون على اتصال مباشر مع جسد المريض من خلال مستشعرات التي تقوم باستشعار وقياس الإشارات الحيوية مثل تسارع ضربات القلب، درجة حرارة الجسم، سرعة التنفس وغيرها الكثير وتقوم بإرسال هذه الإشارات إلى جهاز استقبال موجود في منزل المريض الذي يتلقى ويعالج هذه المعلومات طوال اليوم. في حال تعرض المريض لأي لحادث، مثل سكتة قلبية، يحدث تغير مفاجئ في هذه المؤشرات، يقوم جهاز الاستقبال بإرسال إنذار إلى مستشفى قريب ليتم إسعاف المريض. الكبار في السن الأكثر عرضة لهذه الحوادث هم أكثر فئة تستخدم هذا الجهاز.

#### الأعضاء الاصطناعية

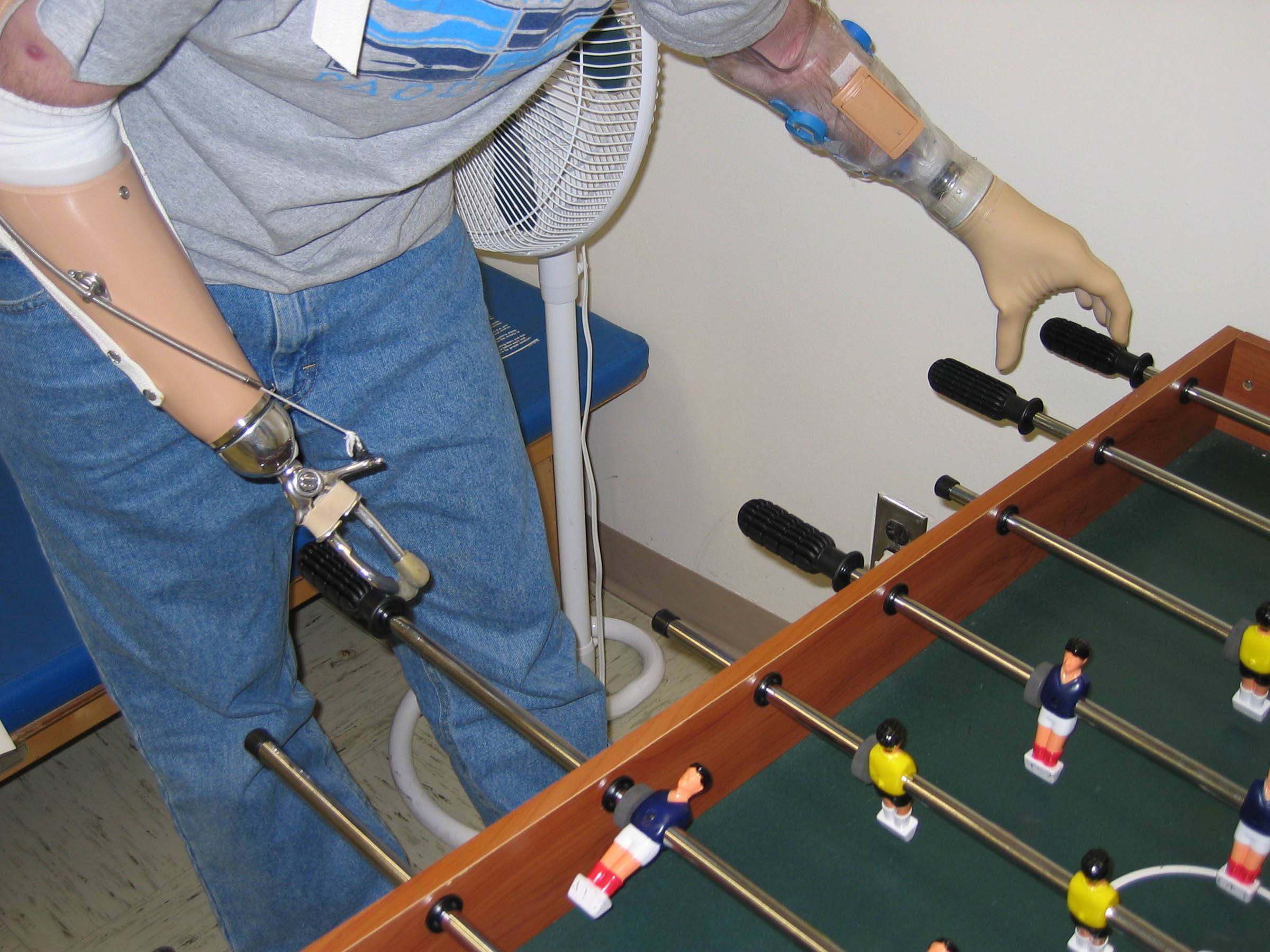
طرف اصطناعي، أحد أكثر الأعضاء الاصطناعية استخداماً

هي أجهزة طبية التي يمكن ان تستبدل أعضاء حية متضررة في جسم الإنسان أو الحيوان، مثل الأطراف الاصطناعية. سطح هذه الأعضاء يمكن أن يكون من السيليكون أو التايتينيوم. الأعضاء الاصطناعية غالباً ما تحتوي على دارات إلكترونية وتكون قادرة على الحركة. أحدث الأطراف الاصطناعية هي تلك المتصلة بالأعصاب والتي تتحرك بناء على إشارات عصبية من الدماغ. الأشخاص الذين تعرضوا لإصابات خلال الحروب التي أدت إلى أضرار كبيرة في أطرافهم يستخدون هذا النوع من الأعضاء. أكثر الأعضاء الاصطناعية شيوعاً هي الأوراك الاصطناعية. الأعضاء الاصطناعية لا تقتصر على الأطراف الاصطناعية فقط، فقد قام العلماء مؤخراً ببناء كبداً اصطناعياً.

##### أمثلة عن أعضاء اصطناعية
قلب صناعي
أحد أهم هذه الأعضاء الاصطناعية هو قلب صناعي. يتم استخدام القلب بشكل مؤقت أثناء عملية زراعة قلب طبيعي، أو بشكل دائم عندما يستحيل زراعة قلب طبيعي. تمت أول عملية زراعة قلب صناعي عام 2013 في فرنسا. يقوم هذا القلب بكافة الوظائف التي يقوم بها القلب الطبيعي. يحتوي هذا القلب على مضخة تقوم بضخ سائل هيدروليكي يقوم بدفع الدم بشكل دائم. يتألف هذا القلب من عدة أعضاء، منها: صمامات العبور، بطاريتان داخلية وخارجية ومضخة هيدروليكية.
بنكرياس صناعي
يقوم البنكرياس الصناعي بكافة الوظائف التي يقوم بها البنكرياس الطبيعي. يقوم هذا العضو بضخ الإنسولين في الجسم عندما يتجاوز مستوى السكر في الدم حد معين. كمية الإنسولين التي يجب طرحها في الدم يتم حسابها بواسطة حاسوب متصل لاسلكياً بالبنكرياس. يستخدم هذا الجهاز ملايين المرضى المصابين بمرض السكري حول العالم. يعد هذا الجهاز أقل خطراً من زراعة الخلايا الجذعية مجهولة العواقب. تم تطوير البنكرياس الاصطناعي المزروع من قبل باحثين من جامعة دي مونتفورت.
كبد صناعي
عندما يحدث فشل كبدي تتراكم السموم في جسد المريض، وعندها يتم استخدام هذا الجهاز. يقوم هذا الكبد، كما الكبد الطبيعي عند الشخص المعافى، بمعالجة الدم للتخلص من السموم. يتم نقل دم المستخدم إلى غرفة خاصة في هذا الجهاز ليتم خلطه مع بروتينات التي تقوم بالالتصاق مع السموم وتفصلها عن الدم. ما زال هذا الجهاز طور التطوير، ولكن العلماء يعتقدون بأنه سيكون له تأثير كبير على الأشخاص الذين يعانون من مشاكل في الكبد. يتم استخدام هذا الجهاز بشكل مؤقت لكسب الوقت حتى يستطيع الكبد الطبيعي التعافي، أو حتى يتم زراعة كبد طبيعي جديد. ساهم هذا الجهاز في إنقاذ حياة العديد من المرضى.

## القوانين المتعلقة بالهندسة الطبية
قبل أن يتم بيع الآلات الطبية للمخابر والمستشفيات على هذه الأجهزة أن تحقق شروط معينة. مثلا، على هذه الأجهزة أن تثبت أنها آمنة وفعالة في نفس الوقت. تعتبر آمنة إذا المرضى أو الأطباء الذين يستخدمونها لا يتعرضون لأذى أو لضرر عند استخدامها. لذا إجراءات احتياطية يجب أن تجرى. العديد من الحوادث حصلت خلال السنين الأخيرة بسبب هذه الآلات الأمر الذي أدى إلى زيادة التجارب الصارمة التي يجب أن تمر بها هذه الآلات قبل الموافقة عليها. تعتبر هذه الآلات فعالة إذا حققت الهدف المرجو منها خلال فترة زمنية معقولة.

### تصنف المعدات والأجهزة الطبية
تصنف المعدات والأجهزة الطبية إلى ثلاث صفوف حسب القوانين والأنظمة في الولايات المتحدة:
1. الصف الأول يشمل المعدات والأجهزة البسيطة التي لا يمكن أن تؤذي المستخدم مثل الضمادات، أجهزة قياس درجة حرارة الجسم وغيرها من الأجهزة البسيطة.
2. الصف الثاني يشمل الأجهزة الأكثر تعقيدا التي لابد من الحذر عند استعمالها. هذه الأجهزة يجب أن تجتاز اختبارات معينة قبل السماح باستعمالها. الأجهزة التي تصدر أشعة اكس تنتمي لهذه الفئة
3. الثالث يشمل الأجهزة التي لابد من دراستها بشكل عميق قبل السماح باستعمالها. مثل صمامات القلوب الاصطناعية والمفاصل الاصطناعية[14]

الهندسة الطبية هي علم يجمع بين علوم الهندسة (الميكانيكية والكهربائية والإلكترونية والحاسوبية) وبين العلوم الطبية الحيوية والفيزيولوجية، حيث تطبق النظريات والتقنيات الهندسية المتقدمة للتعامل وتحليل وحل المشكلات الطبية الحيوية. وذلك من خلال تصميم أدوات وأجهزة مناسبة لقياس المنظومات الفيزيولوجية والحيوية وفهمها وتطوير أجهزة قادرة على معالجة الأمراض والتعامل معها، مما يتطلب دراسة طريقة عمل هذه الأجهزة وصيانتها ونمذجتها.
الهندسة الطبية تتيح بشكل كبير والإبداع والتطوير والاختراع، وذلك لتنوع المجالات الطبية ولضخامة المنظومات الفيزيولوجية (الجسم البشري) التي يتعامل معها هذا المجال من الهندسة، علما أن أكثر التقنيات رقيا وتقدما وأغلاها ثمنا تستخدم في مجالين، أحدهما الهندسة الطبية.

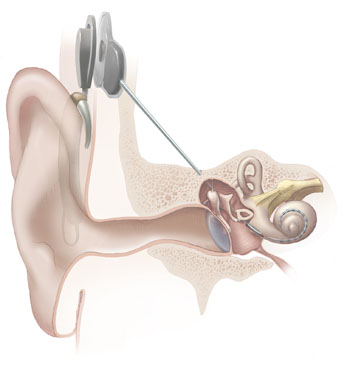
جهاز الأذن الصناعية

## أين يعمل المهندسون الطبيون
يعمل المهندس الطبي في المشافي والعيادات لتجهيزها بالمعدات والأجهزة (بعد تحديد الخصائص المطلوبة) وصيانتها، وأيضا بالشركات الطبية المتخصصة بصناعة الأجهزة الطبية، أو تلك المتخصصة بصيانة الأجهزة الطبية وبيعها أو مراكز البحث كالجامعات (التي تبحث في تطوير الأجهزة الطبية وتحليل وفهم وحل المشكلات البيولوجية بشكل أكبر).عمل المهندس الطبي متعلق بتخصصه ومجال عمله، وذلك بالتعاون مع أطباء وممرضين ومهندسين من جميع الاختصاصات.

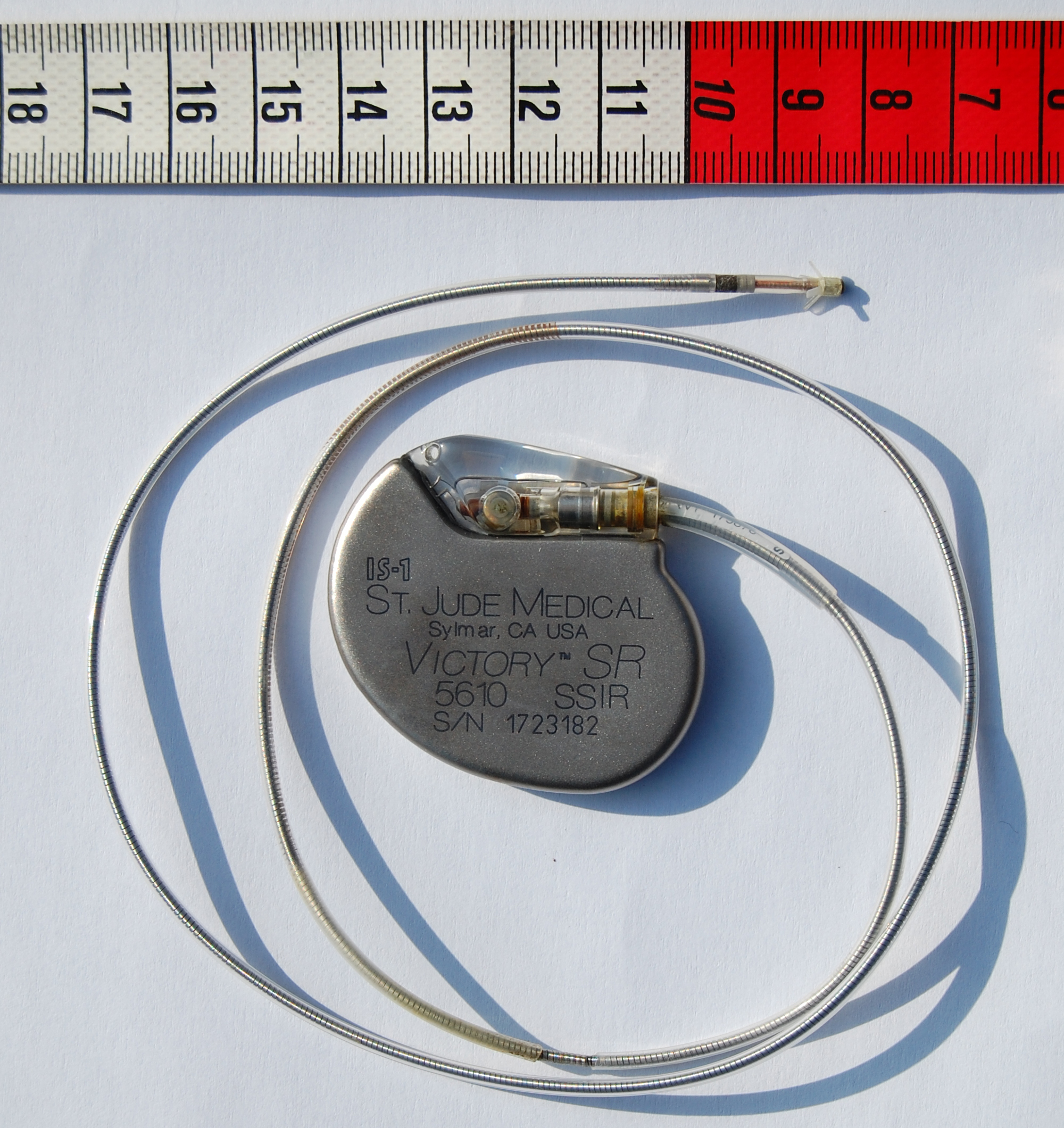
منظم ضربات القلب

## البحث العلمي في الهندسة الطبية
العديد من الشركات والجامعات تستثمر ملايين الدولارات في البحث العلمي. الباحثون يقومون بتطوير الآلات الطبية والأعضاء الاصطناعية. الآلات الناتجة من مشاريع البحث العلمي يتم فحصها بدقة للتأكد أنها تتوافق مع الأنظمة والقوانين الموجودة في البلد. على الآلات أن تجتاز العديد من الاختبارات والتحليلات قبل أن يتم التأكد من سلامتها. بعد التأكد من سلامة هذه الآلات يتم بيعها للمستشفيات والمخابر. بعض البلدان مثل أمريكا وألمانيا تقوم بتصدير الآلات ليتم بيعها في بلدان أخرى. من أهم مجالات البحث العلمي: المواد الحيوية، التصوير الطبي، الميكانيكا الطبية، التكنولوجيا الحيوية النانونية، هندسة أنسجة، وغيرها الكثير.

## الحاجة المستقبلية للمهندس الطبي
إن التطور المتسارع للتكنولوجيا، وزيادة الأمراض، ووجود كثير من المشاكل الطبية والتقنية التي تحتاج إلى حلول يؤدي إلى تزايد الطلب على المهندسين الطبيين لأجل التعامل مع المشاكل البيولجية المتزايدة التعقيد وتطوير عمل الأجهزة السابقة للحصول على نتائج أفضل، وابتكار أجهزة جديدة تساعد الطبيب على أداء مهمته بشكل أفضل وأسرع فالحاجة للمهندس الطبي تتزايد في كل يوم.

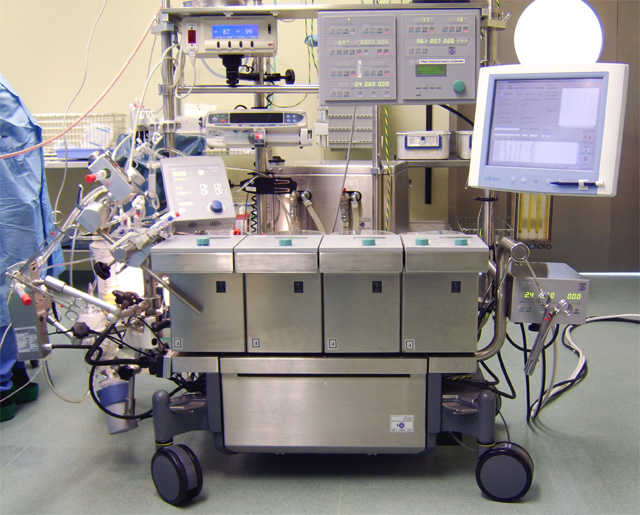
جهاز تشغيل القلب والرئتين خلال الجراحة

## فروع الهندسة الطبية
- الهندسة الكهربائية الطبية (Bioelectrical Engineeing): وتنقسم إلى:

1. علم الإشارات الكهربائية الحيوية (Bioelectromagnetism).
2. علم التأثيرات الكهربائية الحيوية (Bioelectromagnetics): وهو علم يدرس التفاعل بين الحقول الكهرومغناطيسية والأجسام الحية. هذا العلم يدرس أيضا قدرة الخلايا والأنسجة الحية على تكوين مجال كهربائي والتأثر بالمجالات الكهربائية الناتجة من الخلايا والأنسجة المحيطة بها.[16]

- الهندسة الميكانيكية الحيوية (Biomechanical Engineering) وتنقسم إلى قسمين:

1. علم الميكانيكا الحيوية (Biomechanics): وهذا العلم يدرس حركة وطبيعة انتقال المواد الحيوية داخل جسم الإنسان [17] ، ويستخدم القواعد الهندسية لدراسة الأجهزة البيولوجية كما تلعب الرياضيات التطبيقية وهندسة الميكانيك دورا مهما للغاية في هذا المجال. ويمكن تقسيم هذا المجال إلى عدة مجالات فرعية مثل: علم الميكانيكا الحيوية الرياضية، ميكانيك السوائل الحيوية، علم الميكانيكا الحيوية النباتية، علم ميكانيك احتكاك المفاصل.
2. علم ميكانيكا الحركة الحيوية (Biotransport) ويختص هذا العلم في معالجة اختلالات الحركة عند الإنسان.

- هندسة المواد الحيوية (Biomaterials): المواد الحيوية هي المواد التي تتفاعل مع الأنظمة الحية، وتستثمر العديد من الشركات العالمية الملايين لصناعة هذه المواد الحيوية إما طبيعيا أوبإنتاجها في المخابر بواسطة طرق كيميائية مختلفة. هذه المواد يمكن أن توضع في أي مكان في الجسم كالقلب مثلا وتستخدم بكثرة في العمليات الجراحية وفي توصيل الدواء أو المخدّر إلى الأنسجة. كما تشمل استخدامات هذه المواد: المفاصل البديلة، الألواح العضمية، صمامات القلب والأوعية الدموية الاصطناعية.
- هندسة الأنسجة والجزيئات والخلايا (Tissue,Molecular & Cellular Engineering): وتعتبر جزءا هاما من التكنولوجيا الحيوية التي تتداخل مع الهندسة الطبية. إحدى أهدافها هي خلق أعضاء اصطناعية بواسطة المواد الحيوية في المرضى الذين هم بحاجة إلى زرع أعضاء. المهندسون الطبيون حاليا يبحثون عن طرق لاختراع مثل هذه الأعضاء فاستطاع البعض منهم الوصول لهذه الغاية من خلال الخلايا الجذعية. مثلا بعض المثانات الاصطناعية تم بناءها في المخابر ونقلها لبعض المرضى.[18]
- هندسة محاكاة الأنظمة الحيوية (Systems & Integrative Engineering).
- الهندسة الجينية: المهندسون الجينيون يقومون بتغيير المحتوى الجيني في بعض الكائنات الحية والهدف من هذا التلاعب هو تحفيز هذه الكائنات على إنتاج هرمونات ومواد كيميائية معينة. فمثلا يقوم العلماء بتعديل جينات نوع خاص من البكتيريا لتقوم بإنتاج الأنسولين الضروري لجسم الإنسان، بعدها يقوم الأطباء بحقن الانسولين بالمرضى المصابين بالسكري. أيضا استطاع المهندسون نقل الجينات المسؤولة عن إنتاج المواد الحيوية المضيئة من الذبابات إلى نباتات التبغ.[19] ترتبط الهندسة الطبية ارتباطا وثيقا بالهندسة الجينية لأنها تهدف إلى تحسين أداء الأجهزة الحيوية. ولتحقيق أهدافهم يقوم المهندسون الجينيون باستنساخ الجزيئات ونقل جينات من كائن إلى آخر.
- الهندسة العصبية (Neural engineering): هو أحد اختصاصات الهندسة الطبية الحيوية الذي يقوم على استخدام التقنيات الهندسية لإصلاح أو استبدال النظم العصبية.[20] ترتبط الهندسة العصبية بعلم التحكم الآلي وهندسة الحاسوب وهندسة الأنسجة العصبية وكذلك علوم المواد وتكنولوجيا النانو.المهندسين العصبيين مؤهلون لحل المشكلات في الأنسجة الحية وغير الحية. هدف الهندسة العصبية هو تركيب أجهزة التي يمكن أن تنتج إشارات عصبية لتحقيق استجابات هادفة كالتحكم بأحد الأطراف أو التفاعل مع الأنظمة العصبية لتحسين أدائها. وكون الهندسة العصبية مجال جديد، يوجد القليل من الأبحاث في هذا المجال. أول مجلة خاصة في هذا المجال هي مجلة The Journal of Neural Engineering الإنكليزية.[20]

## تعليم
يدرس طلاب الهندسة الطبية العديد من العلوم التطبيقية المختلفة مثل البيولوجيا، الكيمياء، الرياضيات التطبيقية، الفيزياء خلال أول سنتين من الجامعة. خلال السنة الثالثة والرابعة يدرس الطلاب برمجة الحاسوب والمواد التي تستخدم في تصميم الأدوات الطبية. قبل التخرج على الطلاب أن يقوموا بمشروع تخرج، درجة هذا المشروع تؤثر كثيرا على الدرجة التي ينالها الطلاب في نهاية السنوات الأربع أو الخمس التي يقضونها في الجامعة. بعد التخرج من الجامعة يقوم بعض الطلاب بالالتحاق بجامعات أخرى للقيام بدراسات عليا وأخذ درجة الدكتوراه، بعض الطلاب يقومون بالبدء بالعمل فور تخرجهم من الجامعة، وبعض الطلاب يقومون بالالتحاق بمؤسسات البحث العلمي.

## مجتمع المهندسين الطبيين
يضم فقط العاملين في شتى أنواع ومجالات الهندسة الطبية من أطباء، طلاب، باحثين علميين، وأساتذة. هذا المجتمع تم إنشاءه في عام 1968. هدف هذا المجتمع هو زيادة المعرفة حول مختلف المواضيع المرتبطة بالهندسة الطبية. يقوم هذا المجتمع بتنظيم وعقد المؤتمرات التي تناقش الاختراعات الطبية الجديدة. بالإضافة إلى ذلك، يقوم المجتمع بتعريف طلاب المرحلة الثانوية في المدارس على الهندسة الطبية لتشجيعهم على دراستها في الجامعة. يقوم أعضاء المجتمع بجمع التبرعات من أجل دعم طلاب الهندسة الطبية وإعطائهم منح دراسية.

## اقرأ أيضا
- أطلس البروتين البشري